# Nathan Johnstone
Nathan „Nate“ Johnstone (* 9. Februar 1990 in Mona Vale) ist ein australischer Snowboarder, der am erfolgreichsten in der Halfpipe startet und in dieser Disziplin im Januar 2011 Weltmeister wurde.
Johnstone, der im Norden Sydneys aufwuchs, begann im Alter von zehn Jahren mit dem Snowboarden. Im Januar 2006 bestritt er in Mount Bachelor sein erstes FIS-Rennen und nahm kurz darauf 15-jährig zum ersten Mal an den Snowboard-Juniorenweltmeisterschaften im südkoreanischen Vivaldi Park teil. Im März des gleichen Jahres belegte der Australier bei seinem Debüt im Weltcup den 26. Rang und erreichte damit seine ersten Weltcup-Punkte. In den kommenden zwei Jahren bestritt er ausschließlich niederklassige Wettkämpfe, bei denen er mehrmals Platzierungen unter den besten Fünf erzielte und einmal als Dritter auf das Podest fuhr. Zum Ende der Saison 2007/08 kehrte er in den Weltcup zurück. Bereits bei seinem ersten Wettkampf in Calgary zog er ins Finale ein, wo ihn ein Fehler auf den elften Platz zurückwarf. Am 9. März 2008 kam er in Stonehahm bei seinem erst dritten Weltcuprennen als Dritter zum ersten Mal auf das Podium. Nach diesen Erfolgen erhielt Johnstone im April 2008 ein Stipendium des Olympic Winter Institute of Australia (OWI) und wurde wenig später vom New South Wales Institute of Sport (NSWIS) als Juniorensportler des Jahres ausgezeichnet.
Der folgende Winter verlief für Johnstone noch erfolgreicher: Mit zwei zweiten Plätzen bei den Weltcups in Bardonecchia und Valmalenco belegte er hinter dem Japaner Ryō Aono den zweiten Rang im Halfpipe-Gesamtweltcup am Ende der Saison. Zudem erreichte er bei der Weltmeisterschaft in Gangwon-do den neunten Platz. In der nächsten Saison startete Johnstone nicht im Weltcup, sondern bereitete sich stattdessen auf die Olympischen Winterspiele in Vancouver vor, bei denen er Australien als bester Halfpiper des Landes vertreten sollte. Am 21. Januar 2010, wenige Wochen vor Olympiabeginn, brach Johnstone sich während eines Trainings den Knöchel, sodass er seine Teilnahme an den Olympischen Spielen absagen musste. Im August 2010 wurde Johnstone im neuseeländischen Cardrona Junioren-Vizeweltmeister, wobei er lediglich vom Japaner Taku Hiraoka geschlagen wurde. Der bis dahin größte Erfolg seiner Karriere gelang dem Australier am 20. Januar 2011: Bei der Weltmeisterschaft in La Molina erzielte er im Finale die höchste Punktzahl und entschied den Wettkampf vor dem Schweizer Iouri Podladtchikov für sich. Johnstone erklärte nach dem Sieg, der Titel bedeute ihm sehr viel, da er vor der Saison sehr hart trainiert habe, um erfolgreich zu sein.